# Lille Vildmosecentret
Lille Vildmosecentret er et oplevelses- og formidlingscenter beliggende i det nordøstlige Himmerland, ca. 28 km sydøst for Aalborg i Lille Vildmose, et stort højmoseområde på 75 km², ved Vildmosegaard. Centret er omgivet af et stort haveanlæg med en sø. Arealerne er ikke offentligt tilgængelige, men i centrets åbningstid kan der i receptionen købes entrébillet til områderne.
Lille Vildmosecentret huser også Lille Vildmose Naturskole.
Centret åbnede d. 11. april 2006, og bygningen er tegnet af arkitektfirmaet C.F. Møllers Tegnestue.
Lille Vildmosecentret er et af det statsstøttede videnspædagogiske aktivitetscentre.